# Hogna ruricolaris
Hogna ruricolaris är en spindelart som först beskrevs av Simon 1910.  Hogna ruricolaris ingår i släktet Hogna och familjen vargspindlar.
Artens utbredningsområde är Botswana. Inga underarter finns listade i Catalogue of Life.